# جيمي سواغارت
جيمي سواغارت (بالإنجليزية: Jimmy Swaggart) (من مواليد 15 مارس سنة 1935) قس أمريكي امتلك محطة للتلفاز استخدمها للتبشير بمعتقده ولأغراض أخرى. فضحته النيابة العامة عند إلقاء القبض عليه واتهمته بسوء خلقه فظهر على شاشات كبريات المحطات التلفزيونية الدولية ليعترف تفصيليا بعلاقته الجنسية مع إحدى البغايا. هو صاحب مجلة «الإنجيلي» (بالإنجليزية: The Evangelist)
و له مناظرة مشهورة جدا مع الداعية الإسلامي الشيخ أحمد ديدات بعنوان «هل الكتاب المقدس كلام الله؟».

## وفاته
توفي جيمي سواجارت في 1 يوليو 2025 عن تسعين عامًا، بعدما نُقل إلى المستشفى في 15 يونيو إثر إصابته بسكتة قلبية وتلقيه العلاج من قبل المسعفين، وفقًا لما قاله ابنه دوني للمصلين في ذلك اليوم في كنيسة مركز العبادة العائلية في باتون روج بولاية لويزيانا.

## روابط خارجية
- جيمي سواغارت على موقع IMDb (الإنجليزية)
- جيمي سواغارت على موقع ميوزك برينز (الإنجليزية)
- جيمي سواغارت على موقع إن إن دي بي (الإنجليزية)